# اشتباكات الأنبار
بدأت اشتباكات الأنبار في يوم 30 كانون الأول/ديسمبر عام 2013 بعد أن قامت قوات الأمن بفض مخيم اعتصام في الرمادي واعتقال نائب مجلس النواب أحمد العلواني وقتل أخيه علي العلواني والتمثيل بجثته والاشتباكات كانت امتداد للاحتجاجات في وسط وشمال العراق والتي انطلقت منذ شهر كانون الأول/ديسمبر 2012. وعندما قامت جماعات مسلحة قبلية بتوجيه سلاحها ضد الجيش العراقي. وبعد انسحاب الجيش من محافظة الأنبار في 31 كانون الأول/ديسمبر لتهدئة الأوضاع قام تنظيم داعش باحتلال أجزاء من مدينتي الفلوجة والرمادي الواقعتين في محافظة الأنبار ذات الأغلبية السنية وأعلن التنظيم المناطق المحتلة دولًا مستقلة[بحاجة لدقة أكثر]. وهذا الاحتلال دفع معظم الجماعات القبلية المسلحة إلى التحالف مع القوات العراقية لإزاحة قوات تنظيم داعش.[بحاجة لمصدر] وعمدت الحكومة إلى تجنيد شباب عاطل عن العمل دون تدريب عسكري للمشاركة في القتال الدائر.
وبعد فض الاعتصام أمر رئيس الوزراء نوري المالكي قوات الجيش بالانسحاب من مدن الأنبار وتسليم إدارتها إلى الشرطة المحلية والاتحادية، وأشار بيان صادر عن مكتبه إلى متابعة عمليات الجيش ضد «أوكار القاعدة» في صحراء الأنبار. وقال إن فض الاعتصام جاء استجابة لما قال أنه «كثرة المناشدات من شيوخ العشائر ورجال الدين والحكومة المحلية والتي وصلت حد الاستغاثة».
في يوم 2 كانون الثاني/يناير عام 2014 أعلن مصدر مسؤول في وزارة الداخلية العراقية أن تنظيم داعش في العراق والشام يسيطر على نصف الفلوجة. وفي 5 يناير، قصفت طائرات عسكرية عراقية المسلحين في قضاء الرمادي، وفي 6 كانون الثاني/يناير أقال رئيس الوزراء قائد شرطة محافظة الأنبار هادي رزيج وعين محله اللواء إسماعيل المحلاوي. وفي 6 كانون الثاني/يناير، وجه نوري المالكي نداءً إلى سكان مدينة الفلوجة في بيان قصير، طالب فيه «أهالي الفلوجة وعشائرها بطرد الإرهابيين من المدينة حتى لا تتعرض أحياؤها إلى أخطار المواجهات المسلحة». أعلن قائد القوات الجوية العراقية أن الطيران نفذ 400 طلعة جوية في يوم واحد ضد مسلحي الأنبار.

## ردود الفعل

### محلياً
صالح المطلك رئيس كتلة الحوار الوطني ونائب رئيس الوزراء لشؤون الخدمات رأى أن «الزج» بالجيش لاقتحام المدن «خطيئة كبرى» وقال إن «وجود - ما بين أربعة إلى عشرة أشخاص - من داعش في الفلوجة لا يبرر اقتحامها من قبل الجيش المكون بالآلاف».

### دولياً
أعلنت الولايات المتحدة تسريع عمليات تسليم صواريخ وطائرات من دون طيار للحكومة العراقية. حيث أشير إلى تزويد العراق بطائرات من دون طيار من نوع سكان إيغل و40 طائرة من طراز ريفن في وقت لاحق من العام.